# Tipulodina sidapurensis
Tipulodina sidapurensis är en tvåvingeart som först beskrevs av Edwards 1932.  Tipulodina sidapurensis ingår i släktet Tipulodina och familjen storharkrankar. Inga underarter finns listade i Catalogue of Life.